# کلاته شور (خلیل‌آباد)
کلاته شور نام روستایی از توابع بخش مرکزی شهرستان خلیل‌آباد در استان خراسان رضوی است. این روستا در دهستان رستاق قرار دارد و برپایهٔ سرشماری مرکز آمار ایران در سال ۱۳۸۵، جمعیت آن زیر سه خانوار بوده است.